# Šimaški

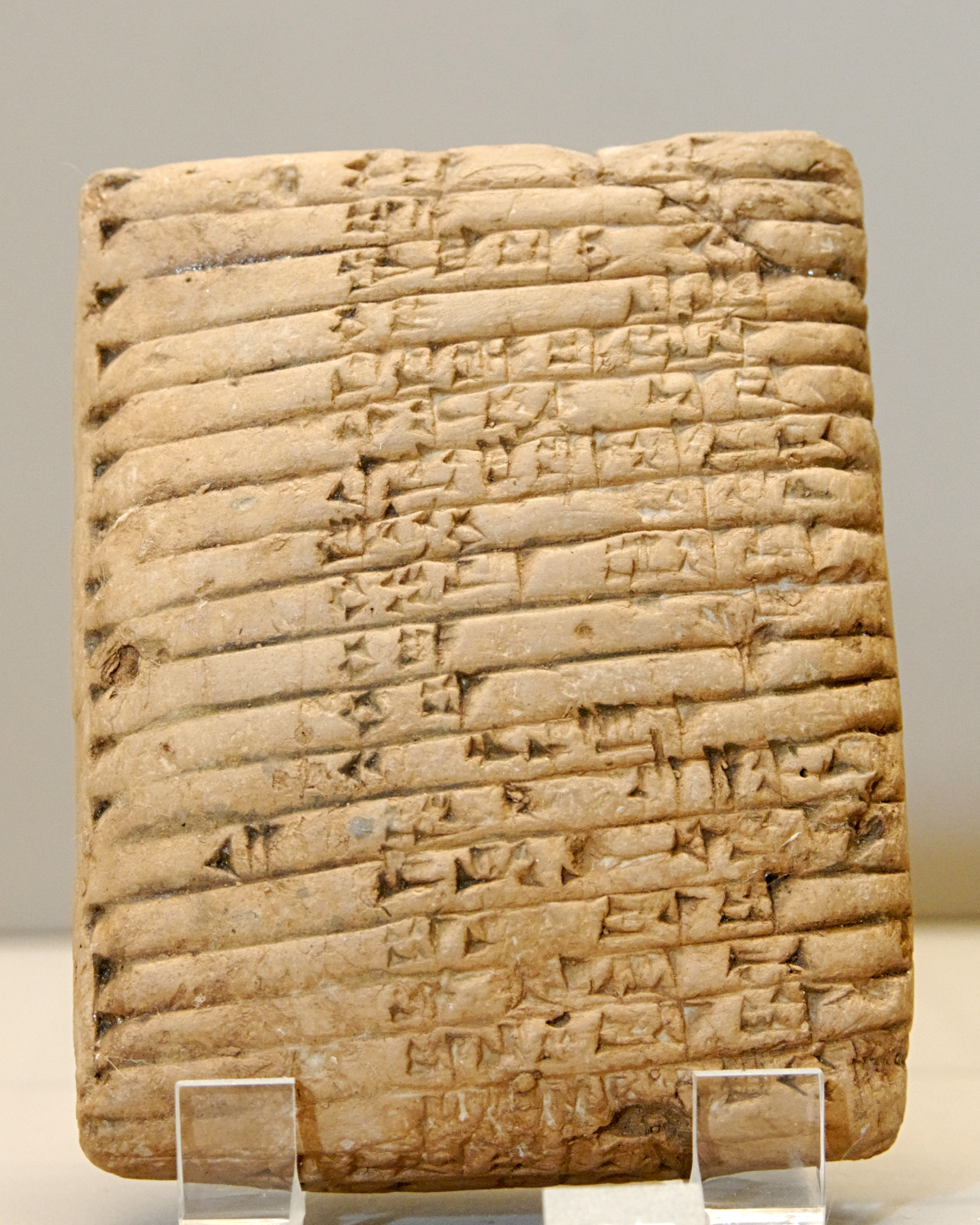
Keilschrifttafel mit der Liste der Könige von Šimaški

Šimaški (Schimaschki) ist eine historische Region im westlichen Iran, die vor allem in Texten aus Mesopotamien und Susa in der Zeit um 2000 v. Chr. erwähnt wird. In mesopotamischen Quellen der Ur-III-Zeit wird es als Teil von Elam bezeichnet. Es scheint sich vor allem um die Region ganz im Westen von Iran zu handeln, die sich im Süden bis Fars und im Norden bis zum Kaspischen Meer erstreckte.
Der Ur-III Herrscher Šu-Sin (etwa  2037 bis 2029 v. Chr.) führte in seinem 6. und 7. Regierungsjahr eine militärische Kampagne gegen Šimaški. In seinen Inschriften werden 16 Regionen als Teil von Šimaški genannt, davon war eine Lokalität mit dem Namen Zabšali die wichtigste.
Wenig ist zu der Bevölkerung von Šimaški bekannt. Etwa 60 Personennamen sind überliefert. Neun davon sind elamisch. Die anderen lassen sich nicht mit Sicherheit identifizieren, doch finden sich darunter mit Sicherheit keine semitischen Namen.
Die Geschichte dieser Region kann bisher nur anhand von Texten aus Mesopotamien und Susa rekonstruiert werden. Der elamische König Puzur-Inšušinak (um 2100 v. Chr.) berichtet, dass er einen König von Šimaški unterworfen habe. Etwas später berichten Ur-III-zeitliche Texte von guten Beziehung zwischen Ur, und dass Ebarti I. Herrscher von Šimaški war. Der Ur-III-Herrscher Šulgi berichtet aber auch, dass er in seinem 46. Regierungsjahr Beute aus Šimaški erhalten habe. Unter dem Ur-III-König Ibbi-Sin wandte sich Ebarti I. jedoch gegen Ur und eroberte Susa, das zum Herrschaftsbereich von Ur gehörte. Nach wenigen Jahren konnte Ibbi-Sin Ebarti I. vertreiben und startete einen Gegenangriff, nahm Susa wieder ein und ging weiter nach Elam vor. Auf Ebarti folgte sein Sohn Kindattu. Von ihm ist bekannt, dass er von Susa aus Ur angriff und die Stadt und damit die Dynastie Ur-III vernichtete.
In der Folgezeit regierten in Susa zehn Könige von Šimaški. Auf einer Tontafel aus der Stadt findet sich eine Liste dieser Herrscher, wobei die ersten Herrscher wohl gleichzeitig herrschten, während die Herrscher nach Ebarti wohl nacheinander regierten. Deren Herrschaft dauerte etwas bis 1900 v. Chr. Über Art und Umfang ihrer Herrschaft ist nur wenig bekannt.

## Dynastie von Schimaschki
Dies ist die Liste der Herrscher von Schimaschki, wie sie auf einer Keilschrifttafel aus Susa aufgezählt werden. Verschiedene Herrscher, die in dieser Periode mit Sicherheit in Susa regiert haben, sind hier nicht genannt. Einige von diesen Herrschern regierten vielleicht gleichzeitig an verschiedenen Orten.
| Name           | Regierungszeit  | Kommentar                                                        |
| -------------- | --------------- | ---------------------------------------------------------------- |
| Tazitta        |                 | Zeitgenosse von Amar-Suena und Šu-Sin der 3. Dynastie von Ur     |
| Gir-Namme      | ca. 2030        | Zeitgenosse von Šu-Sin der 3. Dynastie von Ur                    |
| Ebarti I.      |                 | Zeitgenosse von Šu-Sin der 3. Dynastie von Ur                    |
| Tazitta        |                 |                                                                  |
| Lu[…]raluuhaan |                 |                                                                  |
| Kindattu       | um 2000 v. Chr. | Zeitgenosse des Išbi-Erra der Dynastie von Isin                  |
| Idaddu I.      |                 | nennt sich Ensi von Susa; König (lugal) von Schmiaschki und Elam |
| Tan-ruhuratir  |                 | nennt sich ensi von Susa                                         |
| Eparti II.     |                 | König (lugal) von Anschan und Susa                               |
| Idaddu II.     |                 | nennt sich ensi von Susa                                         |
| Idattu-Napir   | um 1890 v. Chr. | Zeitgenosse des Sumu-abum von Babylon                            |